# Mansfield (Georgia)
Mansfield is een plaats (city) in de Amerikaanse staat Georgia, en valt bestuurlijk gezien onder Newton County.

## Demografie
Bij de volkstelling in 2000 werd het aantal inwoners vastgesteld op 392.
In 2006 is het aantal inwoners door het United States Census Bureau geschat op 530, een stijging van 138 (35,2%).

## Geografie
Volgens het United States Census Bureau beslaat de plaats een oppervlakte van
2,8 km², geheel bestaande uit land. Mansfield ligt op ongeveer 238 m boven zeeniveau.

## Plaatsen in de nabije omgeving
De onderstaande figuur toont nabijgelegen plaatsen in een straal van 20 km rond Mansfield.